# Urophyllum neriifolium
Urophyllum neriifolium är en måreväxtart som beskrevs av Henry Nicholas Ridley. Urophyllum neriifolium ingår i släktet Urophyllum och familjen måreväxter. Inga underarter finns listade i Catalogue of Life.